# Perkūnas

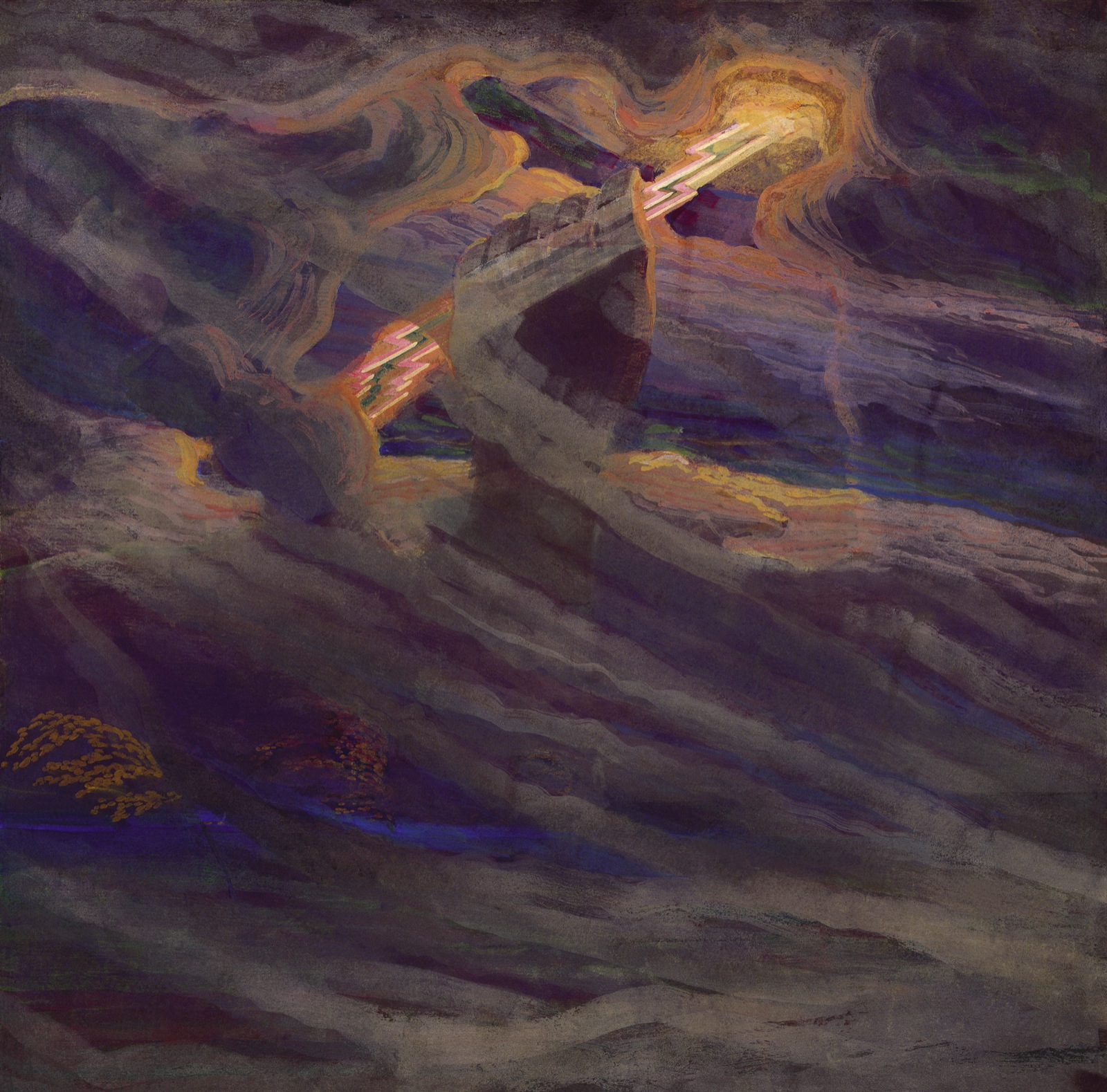
La mano di Perkūnas in una tela di Mikalojus Konstantinas Čiurlionis

Perkūnas (in lituano Perkūnas; in lettone: Pērkons; in prussiano: Perkūns o Perkunos; in jatvingico: Parkuns) era la seconda principale divinità delle religioni baltiche, affine a Perun, Signore del Tuono presso le popolazioni slave. Ad assumere un ruolo maggiore nel pantheon baltico era solo Dievas. Sia nella mitologia lituana che in quella lettone, i vari appellativi che vi fanno riferimento lo descrivono come dio del cielo, dei tuoni, dei fulmini, delle tempeste, della pioggia, del fuoco, della guerra, della legge, dell'ordine, della fertilità, delle montagne e delle querce.

## Etimologia
Il nome deriva dal protoindoeuropeo * perkwus, affine a * perkwus, una parola che sta per "quercia", "abete" o, più genericamente, "montagna boscosa". Il termine proto-baltico * Perkūnas può essere in tal modo ricostruito con certezza e si annovera una relazione, non accettata unanimemente dagli studiosi per via dell'assenza di una corrispondenza etimologica precisa, con il dio slavo Perun. Fjörgynn, una delle versioni con cui si indicava Odino e Fjörgyn, madre di Thor, sono stati indicati come affini; sulla stessa scia, altri studiosi hanno sostenuto che il finlandese Perkele, un nome di Ukko, è considerato un prestito linguistico dalla regione baltica.
Un'altra assonanza, più labile, è quella di terpikeraunos, un epiteto di Zeus che significa "adoratore dei fulmini».

## Perkūnas in fonti scritte
La maggior parte delle informazioni su Perkūnas proviene da canzoni folkloristiche, leggende e fiabe. Poiché esse sono state raccolte molto più avanti, nel XIX secolo, rappresentano solo alcuni frammenti dell'intera mitologia. Il lituano Perkūnas ha molti nomi onomatopeici alternativi, quali Dundulis, Dindutis, Dūdų senis, Tarškulis, Tarškutis, Blizgulis, ecc.
La prima attestazione di Perkūnas sembra risalire alla traduzione russa della Cronaca di Giovanni Malalas (1261) dove si parla del culto di "Перкоунови рекше громоу" (Perkounovy rekshe hromou), e nella Cronaca rimata della Livonia (intorno al 1290) che menziona l'idolo Perkūnė.
Nelle Constitutiones Synodales (1530) Perkūnas è menzionato in un elenco di divinità assieme al dio dell'inferno Pikuls ed è identificato con il romano Giove. Nel Libro Sudoviano, si parla di Perkūnas (Parkuns) in relazione a un rituale che coinvolge una capra. Nelle composizioni cristiane, Perkūnas è trattato alla stregua di uno spirito maligno, un demone, come emerge in altri passaggi della Cronaca di Giovanni Malalas o negli scritti del XV secolo del cronista polacco Jan Długosz.

## Descrizione
Simile negli attributi alla divinità slava Perun, Perkūnas era il dio del fuoco, dei fulmini e della guerra; possibile la funzione di dio della pioggia e della fertilità della terra.
Era raffigurato come un uomo di mezza età, armato di ascia e frecce, a bordo di un carro a due ruote trainato da due capre, come il dio norreno Thor.
A lui era dedicato il culto del fuoco, dato che in esso i lituani vedevano il dio stesso, sia come sua rappresentazione che reale presenza sulla Terra.
Inoltre presso le comunità lituane veniva adorato un sacro fuoco, alimentato e custodito dalle sacerdotesse Vaidelotes.
Attualmente è venerato nella religione Romuva.

### Relazioni familiari di Perkūnas
Nei canti popolari inerenti a un "matrimonio celeste" Saulė (il Sole) tradisce Perkūnas con Mėnulis (la Luna) e il primo, per vendetta, la taglia in due con una spada. Secondo un'altra versione, quella raccontata più spesso, Mėnulis tradisce il Sole con Aušrinė (la stella del mattino) subito dopo il matrimonio e Perkūnas lo punisce. Tuttavia, la stella del mattino persevera nell'adulterio e viene nuovamente punita ogni mese. In altre versioni, è proprio per il litigio tra i due coniugi che il Sole splende di giorno e la Luna di notte. Sebbene divorziati, entrambi continuano a mostrarsi al mondo tutti i giorni per vedere la loro figlia, Žemyna (la Terra).
Esistono anche ulteriori narrazioni: Perkūnas, mentre si trova sulla strada per raggiungere Aušra, sua promessa sposa (l'alba; la figlia del Sole), colpisce accidentalmente una quercia dorata, innamorandosene a tal punto da farne il suo albero simbolo. La lituana Perkūno ąžuolas o la lettone Pērkona ozols ("quercia di Perkūnas") risultano citate espressamente in una fonte datata alla prima metà del XIX secolo.
Altri miti raccontano che Perkūnas e un Lauma (lo spirito benigno guardiano dei bambini orfani) o Vaiva (l'arcobaleno) avrebbero dovuto sposarsi di giovedì, ma la sposa fu rapita da Velnias (il diavolo) e da allora Perkūnas ingaggiò una lotta sempiterna con il suo rivale.
Un ulteriore alone di mistero circonda i familiari di Perkūnas: a volte quattro, apparentemente collegati alle quattro stagioni o alle quattro direzioni del mondo (est, ovest, sud e nord), altre sette o nove fratelli. In lituano vengono indicati come i diversi tuoni "Perkūnų yra daug" ("ci sono molti tuoni"). Nella maggior parte delle versioni, tuttavia, la moglie di Perkūnas - anziché la figlia - è Žemyna.

### Perkūnas e il Diavolo
Una funzione importante di Perkūnas era scacciare il maligno (in lettone veln; in lituano velnia), classificato come suo rivale. Probabilmente, tale ruolo fu influenzato dal cristianesimo, poiché il suo oppositore era il dio dell'inferno e della morte.
Perkūnas insegue il suo avversario veln per furti di fertilità e bestiame, cercando di stanarlo nonostante il suo avversario cerchi subdolamente di nascondersi sugli alberi, sotto le pietre o trasformandosi in vari animali demoniaci: un gatto nero, un cane, un maiale, una capra, un agnello, un luccio, una mucca o un essere umano.
Perkūnas effettua gli inseguimenti nel cielo su un carro fatto di pietra e fuoco (in lituano ugnies ratai) e condotto da una coppia (meno spesso quattro o tre) di cavalli (raramente capre) rossi e bianchi (o neri e bianchi). Nella versione samogitica del racconto, Perkūnas viene dipinto come un cavaliere su un cavallo ardente, seduto a bordo del suo carro celeste nella forma di un vecchio dai capelli grigi con una folta barba di vari colori, in abiti bianchi e neri, con una capra su una corda in una mano e un corno o un'ascia nell'altra.
Perkūnas possiede svariate armi, tra cui un'ascia o una mazza, pietre, una spada, fulmini, arco e frecce, una mazza e un coltello di ferro o ardente. Viene indicato come forgiatore autonomo delle armi (Akmeninis kalvis, "il fabbro di pietra") oppure aiutato dal fabbro celeste Televelis (Kalvelis).
La caccia quasi inarrestabile di Perkūnas al suo oppositore si intensifica nel corso dei temporali; non solo egli ripulisce il terreno dagli spiriti maligni, ma restituisce anche il bestiame o le armi rubate.
Il giorno dedicato a Perkūnas risultava il giovedì, considerato affine al Tuono in molte tradizioni: si pensi al polabo Peräune-dǻn ("giorno di Perun") o al lituano Perkūno diena. Perkūnas è associato al dio romano Giove nelle prime fonti. Il giovedì, oltre ad essere considerato il dì dedicato a temporali e piogge, era anche quello dei matrimoni.

## Perkūnsnella mitologia prussiana

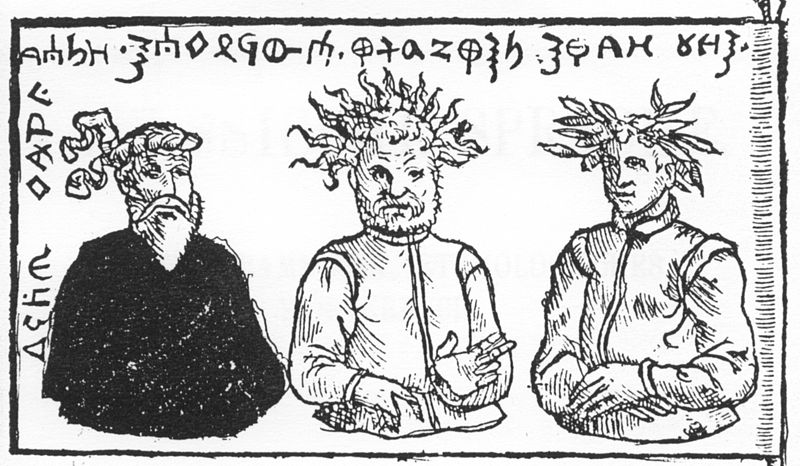
Il cosiddetto vessillo di Widewuto introdotto da Grunau con Perkūns al centro

Simon Grunau, intorno al 1520, descrive uno stendardo prussiano con Perkūns su di esso. Il dio, indicato nello scritto del cronista tedesco come figlio di Perkunatete, è rappresentato come un uomo di mezza età con un'espressione corrucciata e una barba nera contorta, sormontata da una fiamma. Si trova tra il giovane Potrimpo e l'anziano Patulas. Perkūns preservava la medesima posizione centrale nella descrizione della quercia sacra nel santuario di Romowe. Di fronte alla quercia, ardeva il fuoco eterno, simbolo di Perkūns: ad
impedire che si spegnesse, erano preposti sacerdoti del sito di una certa caratura. I Pruzzi si recavano in loco per pregare la divinità.

## Pērkonsnella mitologia lettone

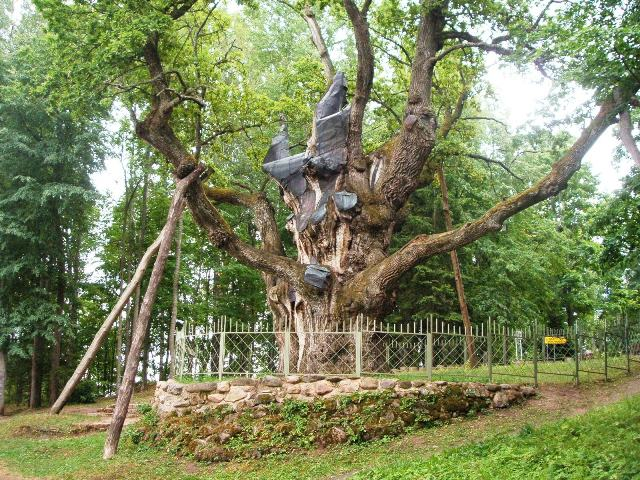
Secondo le leggende, Perkūnas venne adorato all'ombra di questa quercia di oltre 1.500 anni a Stelmužė

Pērkons era fortemente associato a Dievas, sebbene i due vadano - ed erano - chiaramente distinti. La gente sacrificava vitelli neri, capre e galli a Pērkons, specialmente durante periodi di siccità. I popoli circostanti giungevano nei giorni dedicati ai sacrifici per mangiare e bere assieme, dopo aver versato della birra a terra o nel fuoco per ingraziarsi la divinità. I lettoni solevano inoltre pregare Pērkons prima di cibare carne cotta al fine di prevenire i temporali, nel corso dei quali esisteva pure la tradizione di posizionare i favi sul fuoco per disperdere le nuvole.
La famiglia di Pērkons comprendeva figli che simboleggiavano vari aspetti dei temporali (quali tuoni, fulmini, scaglie di fulmini) e figlie che simboleggiavano vari tipi di pioggia.
Pērkons appariva nelle iconografie di epoca successiva su un cavallo d'oro brandendo una spada, una mazza di ferro, una frusta d'oro e un coltello. Gli antichi lettoni indossavano minuscole asce sui loro vestiti in suo onore.

## Nella cultura moderna
Perkunas è occasionalmente menzionato nei romanzi di Harry Turtledove. Fornisce un importante MacGuffin in The Case of the Toxic Spell Dump ed è il dio protettore di uno degli eserciti in Guerre imperiali.
Günter Grass, nel suo secondo romanzo Anni di cani (1963), allude a Perkūnas ("Perkunos") come simbolo delle oscure energie umane scatenate dall'ascesa del nazismo in Germania negli anni '30.
Il parallelismo immaginario della Germania nazista nel romanzo ucronico The Gate of Time di Philip José Farmer si chiama Perkunisha, dal nome di Perkūnas.
Il gruppo di musica folkloristica lituano Kūlgrinda ha pubblicato un album nel 2003 dal titolo Perkūno Giesmės, che significa "Inni di Perkūnas".